# Ка Бјанка (Ферара)
Ка Бјанка (итал. Ca' Bianca) је насеље у Италији у округу Ферара, региону Емилија-Ромања.
Према процени из 2011. у насељу је живело 27 становника. Насеље се налази на надморској висини од 0 м.